# Ordet
Ordet Co.,Ltd. (яп. 株式会社Ordet (オース) Кабусики-гайся О:су, с дат. — «слово») — японская анимационная студия. Основана в 2007 году бывшим сотрудником Animation Do, являющейся дочерней компанией Kyoto Animation и на то время выпускавшей аниме Lucky Star, Ютакой Ямамото после его увольнения из студии. После завершения трансляции Lucky Star несколько сотрудников Kyoto Animation покинули компанию и присоединились к Ямамото. Так, они основали Ordet с 3 млн иен акционерного капитала. В 2011 году Ordet, Trigger и Sanzigen образовали холдинговую компанию Ultra Super Pictures.

## Работы

### Аниме-сериалы
- Black Rock Shooter (2012, совместно с Sanzigen)
- Senyu (2013, совместно с Liden Films)
- Senyu 2 (2013, совместно с Liden Films)
- Wake Up, Girls! (2014, совместно с Tatsunoko Production)

### Анимационные фильмы
- Wake Up, Girls! Shichi-nin no Idol (2014, совместно с Tatsunoko Production)
- Wake Up, Girls! Seishun no Kage (2015, совместно с Millepensee)
- Wake Up, Girls! Beyond the Bottom (2015, совместно с Millepensee)

### OVA
- Black Rock Shooter (2010)

### ONA
- Blossom (2012)
- Miyakawa-ke no Kuufuku (2013, совместно с Encourage Films)
- Wake Up, Girl Zoo! (2014)